# Кубът на страха 2: Хиперкуб
„Кубът на страха 2: Хиперкуб“ (на английски: Cube 2: Hypercube) е канадски научнофантастичен филм на ужасите от 2002 г.

## Сюжет
Внимание:  Текстът по-долу разкрива сюжета на произведението (или части от него)!
Тъмните и мрачни стаи от предишния куб са заменени от високотехнологични, ярко осветени стаи, а конвенциалната технология на старите капани с абстрактна математика. Нова група затворници бързо разбират, че за разлика от първия куб, стаите тук се сменят с огромна скорост. Те осъзнават, че са в хиперкуб, в който гравитацията, времето и пространството са изкривени. Този път затворниците разполагат с връзка към предполагаемия създател на куба.

## Актьорски състав
- Кери Матчет – Кейт Филмор
- Джереинт Уин Дейвис – Саймън Грейди
- Грейс Лин Кунг – Саша / Алекс Тръск
- Нийл Крон – Джери Уайтхол
- Матю Фъргюсън – Макс Райслър